# Жорнище (Волынская область)
Жо́рнище (укр. Жорнище) — село в Олыкской поселковой общине Луцкого района Волынской области Украины.
До 2020 года входило в Киверцовский район.
Код КОАТУУ — 0721882901. Население по переписи 2001 года составляет 959 человек. Почтовый индекс — 45264. Телефонный код — 3365. Занимает площадь 1,897 км².